# Cayajabos
Cayajabos es una localidad cubana del municipio de Artemisa, perteneciente a la provincia de ese mismo nombre.

## Historia
Hacia mediados del XIX, el lugar tenía contabilizada una población de entre 228 y 373 habitantes, de los que entre 49 y 62 eran esclavos. Aparece descrito en el primer tomo del Diccionario geográfico, estadístico, histórico, de la isla de Cuba de Jacobo de la Pezuela con las siguientes palabras:

Cayajabos. (pueblo de) Pequeño pueblo situado en una llanura á la orilla derecha del rio de su nombre y en el centro del corral de Cayajabos. Pertenece á la J. de Guanajay, y es cabeza de su partido. Componen el pueblo 10 casas de mampostería bajas, 8 de tabla y tejas, 3 de tabla y guano, y 28 de embarrado y yaguas, situadas en 4 calles llamadas Real, de la Güira, del Agaucate y del Alambique. Los establecimientos del pueblo son: una herrería, una tienda de ropas y 4 tiendas mistas; y su poblacion no pasa de 228 habitantes, 185 de los cuales son blancos, 41 de color libres y 62 esclavos. Residen en este pueblo el capitan pedáneo, un administrador de correos de 3.ª clase que disfruta la asignacion anual de 300 ps. f. y 50 para los gastos de material y escritorio, y un subdelegado de medicina y cirujía. Hay una escuela de primeras letras gratuita para varones costeada por los fondos municipales. Su iglesia parroquial es de ingreso con el personal de un cura y un teniente cura sacristan mayor que perciben del Erario para cubrir sus respectivas consignaciones 263 ps. f.s. 81 cs. anuales el primero, y 350 el segundo. Para los gastos de material y fábrica tiene presupuestos 300 ps. fs. El censo de 1841 hacia ascender su poblacion á 435 almas, y el Cuadro Estadístico de 1846 le señalaba 8 casas de mampostería, 5 de madera y tejas, y 45 de guano; una escuela de primeras letras, 2 tiendas de ropa, 3 mistas, 2 panaderías, 2 posadas, una herrería y una tabaquería y 254 habitantes blancos, 70 libres y 49 esclavos. Tiene un regular cementerio con cerca de mampostería. Está á 6 leguas al S. O. del puerto del Mariel, al S. E. del de Cabañas, á otras 6 leguas al N. O. de la ensenada de Majana, á 17 de la Habana, y á 5 de la villa cabecera ó Guanajay.
(Pezuela, 1863, p. 377)

En el año 2002, la localidad, por entonces perteneciente a la antigua provincia de La Habana, tenía, según el Censo de Población y Viviendas, 341 habitantes. En la actualidad, pertenece a la provincia de Artemisa.